# オフィスパレット
株式会社オフィスパレット (Office Palette co.,ltd) は、東京都渋谷区にある芸能事務所である。
オーディション情報誌「デビュー」では「広告・ファッション・映画・ドラマ・演劇等、マルチに活躍するタレントが所属している芸能プロダクション」と表現されている。

## 概要
- 企業名：株式会社オフィスパレット
- 沿革：1990年4月設立
- 代表者：代表取締役 北條博子
- 本社所在地：東京都渋谷区鴬谷町3-1 SUビル401

## 所属タレント
※2021年8月現在

### 男性
- 野口大輔
- 伊藤勇太
- 五十嵐海斗
- 五十嵐優斗
- 矢崎　健

### 女性
- 澤田由希
- 藤野小雪
- 小西萌子
- 上村実嶺
- 早瀬さな
- 古家梓
- 中川真由美
- 上村実嶺
- 凛

## 過去の所属者

### 男性
- 村上幸平 ※ A-teamへ移籍
- 崎山寛 ※ 現 朝日奈寛、ブルーベアハウスへ移籍
- 浦井健治 ※ 2008年6月1日より、業務提携企業キャンディットへ移籍
- 渋江譲二 ※ 2008年6月1日より、業務提携企業キャンディットへ移籍
- 佐々木崇雄 ※ 2008年6月1日より、業務提携企業キャンディットへ移籍
- 佐藤晴彦 ※ 2008年6月1日より、業務提携企業キャンディットへ移籍
- 明田川智也

### 女性
- 塩村文夏
- 麻生かおり
- 古川恵実子
- 朝倉ちあき
- 黒羽夏奈子
- 月本えり
- 九門真寿美
- 日高薫
- 古谷亜紗子
- 青木薫
- 小林美香
- 北川裕子
- 繁田美貴
- 長友なつみ
- 田中美保 ※ 2010年4月、3月末をもって17年間所属したオフィスパレットからABP inc.に移籍したことを公式サイトで発表した
- 大石夏摘
- 竹内まりん
- 牧田佳歩
- 岸田エリ子
- 岸田リナ
- ツインテイル
- 酒井波湖
- 田中咲良